# Club de Fútbol Barcelona 1960-1961
Questa voce raccoglie le informazioni riguardanti il Club de Fútbol Barcelona nelle competizioni ufficiali della stagione 1960-1961.

## Rosa
| N. |                      | Ruolo | Calciatore               |
| -- | -------------------- | ----- | ------------------------ |
|    | Spagna (bandiera)    | P     | Antoni Ramallets         |
|    | Spagna (bandiera)    | P     | Andrés Rodríguez Serrano |
|    | Argentina (bandiera) | P     | Carlos Domingo Medrano   |
|    | Spagna (bandiera)    | D     | Jesús Garay              |
|    | Spagna (bandiera)    | D     | Sígfrid Gràcia           |
|    | Spagna (bandiera)    | D     | Enric Gensana            |
|    | Spagna (bandiera)    | D     | Joan Segarra             |
|    | Spagna (bandiera)    | D     | Fernando Olivella        |
|    | Spagna (bandiera)    | D     | Foncho                   |
|    | Spagna (bandiera)    | D     | José Pinto Rosas         |
|    | Spagna (bandiera)    | D     | Rodri                    |
|    | Spagna (bandiera)    | C     | Martí Vergés             |
|    | Spagna (bandiera)    | C     | Luis Suárez              |

| N. |                     | Ruolo | Calciatore               |
| -- | ------------------- | ----- | ------------------------ |
|    | Spagna (bandiera)   | C     | Enrique Ribelles Seró    |
|    | Spagna (bandiera)   | C     | Ramón De Pablo Marañón   |
|    | Ungheria (bandiera) | A     | László Kubala            |
|    | Ungheria (bandiera) | A     | Sándor Kocsis            |
|    | Brasile (bandiera)  | A     | Evaristo de Macedo       |
|    | Spagna (bandiera)   | A     | Justo Tejada             |
|    | Uruguay (bandiera)  | A     | Ramón Alberto Villaverde |
|    | Spagna (bandiera)   | A     | Eulogio Martínez         |
|    | Ungheria (bandiera) | A     | Zoltán Czibor            |
|    | Spagna (bandiera)   | A     | Suco                     |
|    | Spagna (bandiera)   | A     | Gonzalo Díaz Beitia      |
|    | Spagna (bandiera)   | A     | Lluís Coll               |